# Russula amoenicolor
Russula amoenicolor é um fungo que pertence ao gênero de cogumelos Russula na ordem Russulales. Foi descrito cientificamente por Henri Romagnesi em 1962.